# Datk

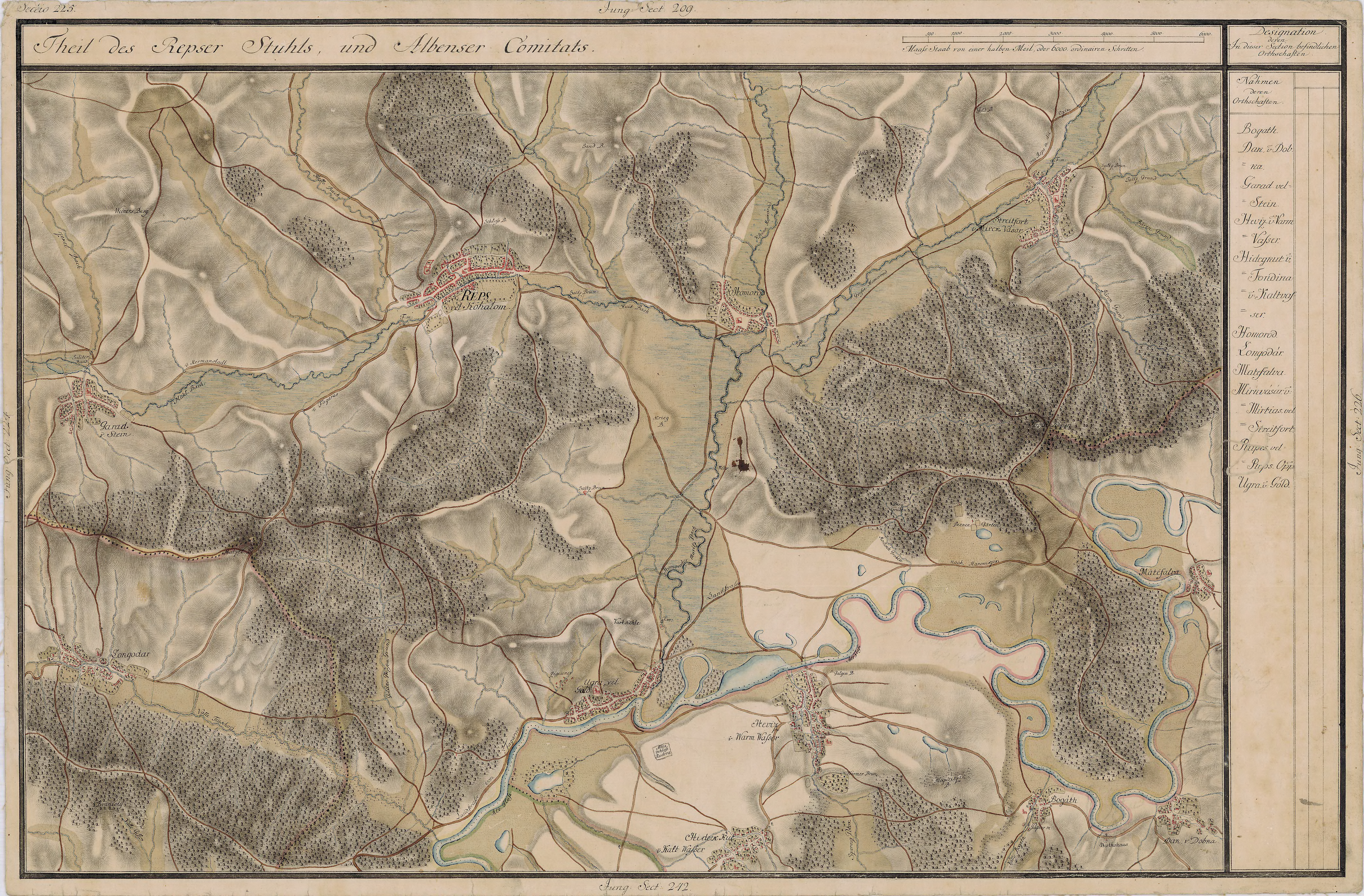

Datk (románul: Dopca) romániai falu Brassó megyében.

## Földrajzi fekvés
Kőhalomtól 17 km-re délkeletre, az Olt bal partján. Közigazgatási szempontból Olthévíz községhez tartozik.

## Népessége
Datk magyar többségű falu, a községhez tartozó falvak közül egyedüliként. A falu kb. 500 fős lakosságából mintegy 350 fő (70–75 százalék) magyar nemzetiségű, a többiek román és roma nemzetiségűek.

## Látnivalók
- Datki szurdokvölgy (természetvédelmi terület)

## Testvértelepülés
- Pusztaföldvár